# Copa do Mundo de Futebol Feminino ConIFA
A Copa do Mundo de Futebol Feminino ConIFA é um torneio internacional de futebol feminino organizado pela ConIFA, uma associação que representa nações, dependências, estados não reconhecidos, minoritários, povos sem Estado, regiões e micronações não filiadas à não afiliados com a FIFA, previsto para ser realizado a cada dois anos.